# Georgius Chozebites
Georg von Choziba (griechisch Γεώργιος ο Χοζεβίτης; gestorben um 625) war ein griechisch-zypriotischer Mönch und Anführer des Klosters Choziba in der Nähe von Jerusalem. Heute ist das Kloster nach Georg benannt.

## Leben
George wurde auf Zypern geboren und war in jungen Jahren verwaist. Er wurde in einem Kloster unter einem seiner Onkel erzogen. Sein älterer Bruder schloss sich der Lawra von Calamon im Jordantal an, aber Georgs Antrag auf Zulassung wurde abgelehnt und er wurde in das Coenobium von Choziba geschickt, das um 480 von Johannes von Theben gegründet worden war.
Laut seinem Biographen haben Georg und sein Bruder in der Lawra von Calamon und in Choziba auf Wein verzichtet. Von Samstagabend bis Sonntagnachmittag befolgte Georg eine Nachtwache im Coenobium seines Klosters. Ansonsten lebten er und seine Mitmönche in ihren Zellen. Als die Perser 614 in Palästina einfielen und Jerusalem plünderten, blieb Georg in Choziba.
Eine Ähnlichkeit mit Georg findet sich unter den 36 Heiligen (hauptsächlich einheimische Wüstenmönche), die auf die verputzten Wände einer Grabhöhle im Kloster Mar Saba gemalt sind. Er ist an einer Inschrift zu erkennen. Er könnte der letzte abgebildete Heilige sein, und der Archäologe Andreas Evaristus Mader schlug vor, dass die Gemälde zwischen seinem Tod und der arabischen Eroberung Jerusalems im Jahr 638 datieren.